# 迪乌
迪乌（法語：Diou，法語發音：[dju]）是法国阿列省的一个市镇，位于该省东北部，属于穆兰区。

## 地理
迪乌（46°32'4"N, 3°44'40"E）面积24.89 平方千米，位于法国奥弗涅-罗讷-阿尔卑斯大区阿列省，该省份为法国中部省份，北起涅夫勒省、西北接谢尔省，西南至克勒兹省，南至多姆山省，东南临卢瓦尔省，东临索恩-卢瓦尔省。
与迪乌接壤的市镇（或旧市镇、城区）包括：贝布尔河畔栋皮埃尔、卢瓦尔河畔皮埃尔菲特、贝布尔河畔圣普尔桑、鲁东河畔萨利尼、卢瓦尔河畔日利、卢瓦尔河畔圣欧班。

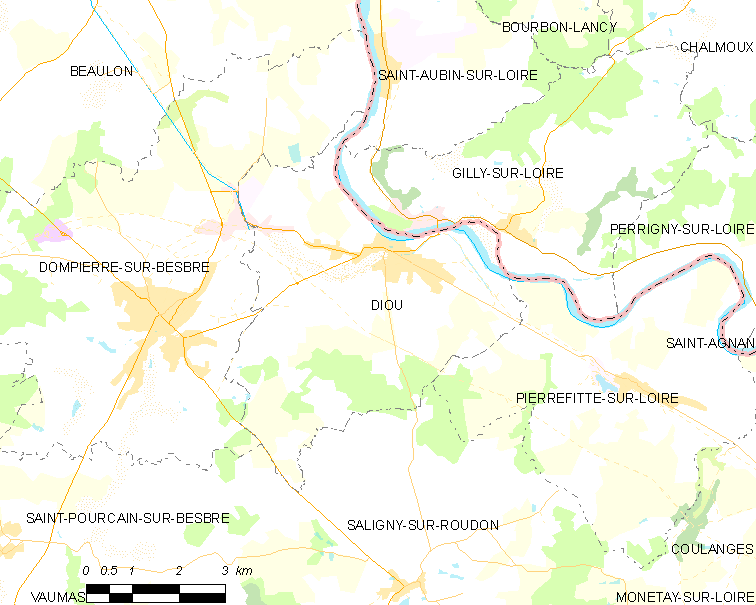
迪乌的OSM定位图

迪乌的时区为UTC+01:00、UTC+02:00（夏令时）。

## 行政
迪乌的邮政编码为03290，INSEE市镇编码为03100。

## 政治
迪乌所属的省级选区为贝布尔河畔栋皮埃尔县。

## 人口

1962-2008年间迪乌人口变化图示

迪乌于2022年1月1日时的人口数量为1354人。